# Janice E. Voss
Janice E. Voss   (South Bend, 8 d'octubre de 1956 - Scottsdale, 6 de febrer de 2012) va ser una enginyera i astronauta estatunidenca de la NASA. Va volar cinc cops a l'espai, tenint el record femení en nombre de vols de la NASA.

## Biografia
Va acabar l'educació secundària a la Minnechaug Regional High School a Wilbraham, Massachusetts l'any 1972. Va acabar enginyeria a la Universitat Purdue mentre treballava al Centre Espacial Lyndon B. Johnson. Va finalitzar un màster en enginyeria elèctrica i ciències de la computació al MIT al 1977. Després va estudiar física espacial a la Universitat de Rice de l'any 1977 fins al 1978, i va obtenir el doctorat en aeronàutica pel MIT l'any 1987.
Va morir a causa d'un càncer de pit l'any 2012.

## Carrera a la NASA
Durant la seva estada al Centre Espacial Johnson (1973 - 1975) va treballar fent simulacions per ordinador per la Direcció d'Enginyeria i Desenvolupament. Al 1977 després d'acabar els estudis va tornar al mateix centre per treballar com formadora, ensenyant temes de guiatge i navegació. Al finalitzar el seu doctorat, es va incorporar a l'empresa Orbital Sciences Corporation on va fer tasques d'integració de missions i suport a les operacions ded vol per l'etapa anomenada Transfer Orbit Stage (TOS). TOS va llençar el satèl·lit Advanced Communications Technology Satellite (ACTS) des del transbordador espacial al setembre de 1993 i la sonda Mars Observer des d'un coet Titan a la tardor de 1992.
Va ser seleccionada per candidata a astronauta el 1990 i va ser nomenada astronauta el juliol de 1991.
La seva primera missió espacial va ser la STS-57 el juny de 1993. Aquesta missió va recuperar l'experiment EURECA de la ESA i va ser el primer vol del mòdul Spacelab.
La segona missió va ser la STS-63 el febrer de 1995, que va acoblar-se a l'estació MIR i va llençar i recuperar el mòdul d'experimentació Spartan 204 i va ser el tercer vol del mòdul Spacelab.
El seu tercer vol va ser el STS-83 com a comandant de càrrega a l'abril de 1997, aquest vol va tenir problemes amb una de les piles de combustible del transbordador i es va cancel·lar prematurament al quart dia.
Es va repetir el vol a la missió STS-94 (juliol de 1997) i es van acomplir les tasques assignades amb el Microgravity Science Laboratory (MSL-1).
El seu últim viatge a l'espai va ser a bord de la missió STS-99 el febrer de 2000 amb la missió de fer un mapa radar tridimensional de la Terra durant onze dies.
Des de l'octubre de 2004 fins a novembre e 2007 va ser assignada al centre Ames Research Center de la NASA on va exercir de directora científica de la missió Kepler.

## Premis i reconeixements
- NASA Space Flight Medals (1993, 1995, 1997, 2000)[5]
- Zonta International Amelia Earhart Fellowship (1982)
- Howard Hughes Fellowship (1981)
- National Science Foundation Fellowship (1976).

La càpsula Cygnus CRS Orb-2 va rebre el nom de SS Janice Voss en honor seu.
A la universitat de Purdue hi ha un model del sistema solar dedicat a Janice Voss.

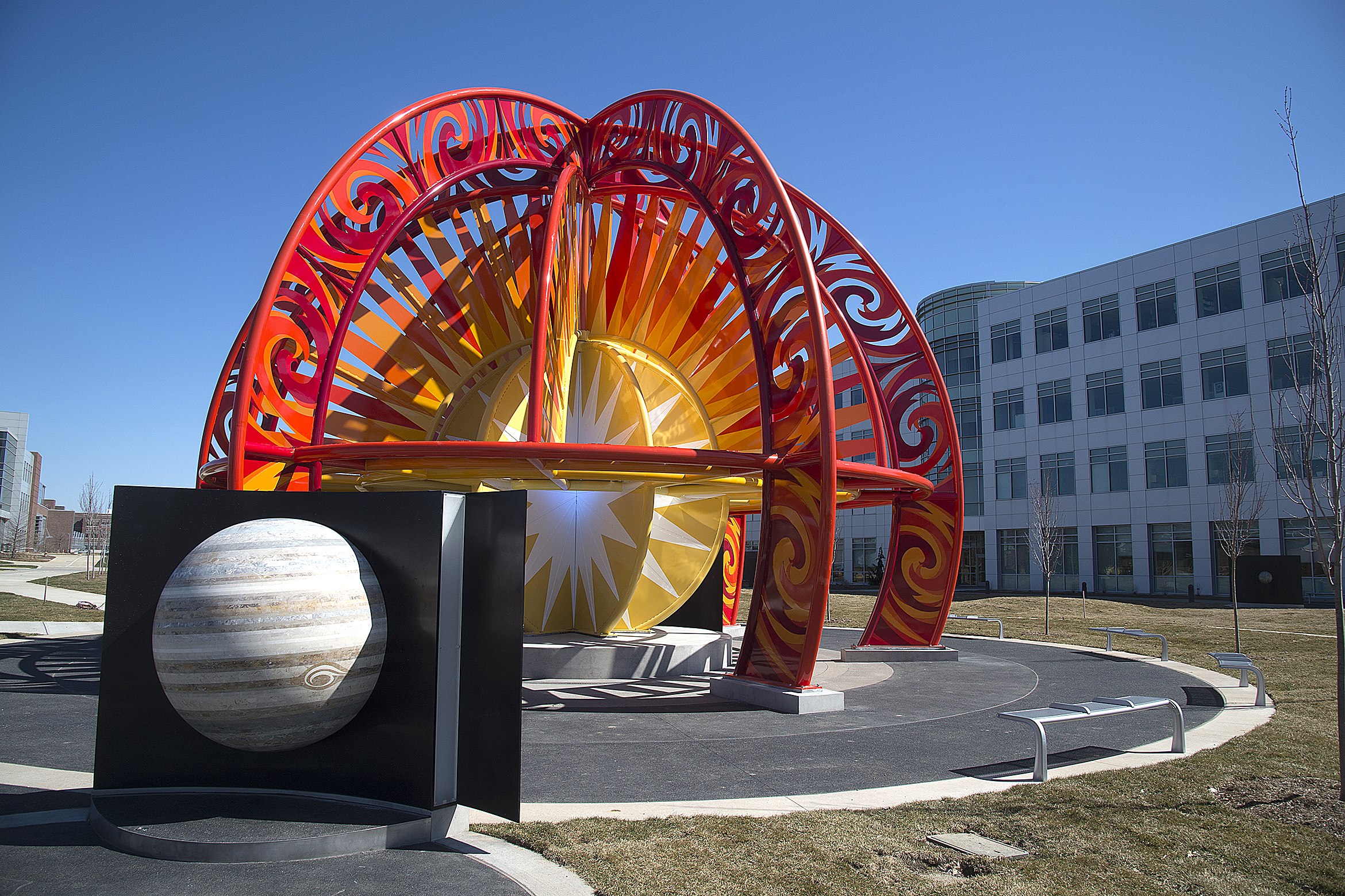
Model del sistema solar a la Universitat de Purdue